# Barygenys flavigularis
Barygenys flavigularis är en groddjursart som beskrevs av Richard G. Zweifel 1972. Barygenys flavigularis ingår i släktet Barygenys och familjen Microhylidae. IUCN kategoriserar arten globalt som otillräckligt studerad. Inga underarter finns listade.